# Пузыны
Пузы́ны, Пузы́ни (пол. Puzyna — русский дворянский и польско-литовский княжеский (пол. Puzyna z Kozielska) род, из числа черниговских Рюриковичей.
Внесён в VI и I части родословных книг Виленской, Ковенской и Минской губерний.

## Происхождение и история рода
О происхождении этого рода высказываются различные предположения. Энциклопедический словарь Брокгауза и Ефрона, представляя Пузыней, как «княжеский род, ныне утративший титул» приводит, как наиболее вероятную, следующую версию:

…происходит вероятно от князей смоленских и принял придаточное имя «с Козельска» вследствие ошибочного предположения о происхождении от князей козельских, потомков св. князя Михаила Всеволодовича Черниговского. Первым известным родоначальником П. был живший во 2-й половине XV в. князь Василий Глазыня, сын которого, князь Иван, имел прозвище «Пузынин». — Пузыны // Энциклопедический словарь Брокгауза и Ефрона : в 86 т. (82 т. и 4 доп.). — СПб., 1890—1907.
Составитель «Российской родословной книги» кн. П. В. Долгоруков принял родоначальником этой фамилии князя Владимира Титовича или Юрьевича с прозвищем «Пузырь». Князь Тит-Юрий Фёдорович, в свою очередь, представлен, как внук князя Тита Мстиславича Карачевского, и тем самым — родоначальником фамилии Огинских, связанной по непрерывной цепочке с князем Михаилом Всеволодовичем Черниговским. При составлении родословия Огинских и Пузыней, а также в дальнейшей экспликации колен, ближайших к родоначальнику, князь Долгоруков, очевидно, использовал книгу «Annibal ad Portas» польского иезуита Андрея Пежарского.

Развитие версии о происхождении этого рода, изложенной в ЭСБЕ, предпринял С. Л. Пташицкий. Подтверждая личность упоминаемого в энциклопедии князя Василия Глазыни, жившего во второй половине XV века, учёный называет двух его сыновей: князя Олехно Васильевича и князя Ивана Васильевича, бежавшего в Москву и оставившего в Литве пять сыновей: князей Дмитрия, Ивана, Льва, Михаила и Андрея. Эти последние в официальных документах называются детьми князя Ивана — Глазынина брата, без упоминания прозвищ их или фамилий…" В последующем изложении С. Л. Пташицкий, на основании документов, возводит род Пузыней ко второму сыну князя Ивана Васильевича Глазыни, а именно к князю Ивану Ивановичу Пузыне, который получил от короля Сигизмунда двор Носово в Мельницком повете. В свою очередь, род Огинских он возводит к брату И. В. Глазыни, князю Дмитрию Ивановичу.
Г. А. Власьев пишет: «Из сочинения Адама Бонецкого „Poczet rodów w Wielkiem Księstwie Litewskiem w XV i XVI wieku“ мы узнаём, что в конце XV века существовали два брата Глушенки — князь Дмитрий Иванович, получивший от короля Александра двор Вогинта, Жижморского уезда, и князь Иван Иванович, получивший в 1496 году деревню в Мельницком повете… внук князя Дмитрия Ивановича — князь Фёдор Богданович, имеет фамилию Огинского».
Сравнивая имена лиц «… надо признать, что в обоих случаях дело идет об одних и тех же братьях — князьях Дмитрие и Иване Ивановичах родоначальниках Огинских и Пузыны с различием только в прозвищах, согласить которые безусловно не представляется возможным».
Анализ генетического материала, полученного от Якуба Пузыны, подтвердил его принадлежность к тому же гаплотипу, что и Мономашичи. Но все они не являются родственниками потомков «Юрия Тарусского». Однако, недостаточное количество протестированных маркёров точно пока не позволяет сказать, является ли Пузына Мономашичем или всё же относится к другой ветви потомков Ярослава Мудрого.

## Известные представители
- князь Богдан-Павел Пузына — секретарь королевский, посол в Москве (1553);
- князь Пётр Тимофеевич — маршалок литовский (1569);
- князь Андрей († 1701) — каштелян Минский;
- иезуит князь Петр Пузына († 1717) — перевёл несколько богословских сочинений на польский язык;
- князь Михаил († 1724) — писарь великий Литовский;
- князь Доминик-Христофор († 1731) — каштелян, воевода Мстиславский;
- князь Иосиф-Людвиг († 1752) — епископ инфлянтский.

- Афанасий, в миру князь Александр Юрьевич Пузына (? — 1650) — епископ Луцкий и Острожский Киевской митрополии в составе Константинопольского патриархата.
- Пузына, Михаил Андреевич (? — после 1723) — хорунжий надворный литовский (1712—1717), писарь великий литовский (1717—1724), посол Речи Посполитой в России (1712—1720).
- Пузына, Антоний Михаил (? — 1752) — государственный деятель Великого княжества Литовского, хорунжий надворный литовский (1728—1746), каштелян мстиславский (1746—1752).
- Ян Мауриций Павел Пузына (Козельский) — польский кардинал (1842—1911), участник Конклава 1903 года.
- Пузына, Альбина-Габриэла (1815—1869) — польско-литовская писательница, поэтесса, комедиограф, мемуарист.

## Описание герба
Щит пересечен узким серебряным поясом. В верхней червленой части серебряный всадник, скачущий влево на серебряном коне, поражает копьем чёрного дракона. В нижней лазоревой части червлёные крепостные ворота увенчаны рассечённым серебряным крестом.
Герб украшен мантией, подбитой горностаем с золотыми кистями и бахромой и увенчан княжеской короной. Герб рода князей Пузына внесен в часть 19 Общего гербовника дворянских родов Всероссийской империи, стр. 1.